# Actias rhodopneuma
Actias rhodopneuma là một loài bướm đêm trong chi Actias thuộc họ Saturniidae. Loài bướm đêm này sinh sống ở Trung Quốc, Lào, Việt Nam, Miến Điện, Thái Lan và Ấn Độ.